# Incoronazione poetica

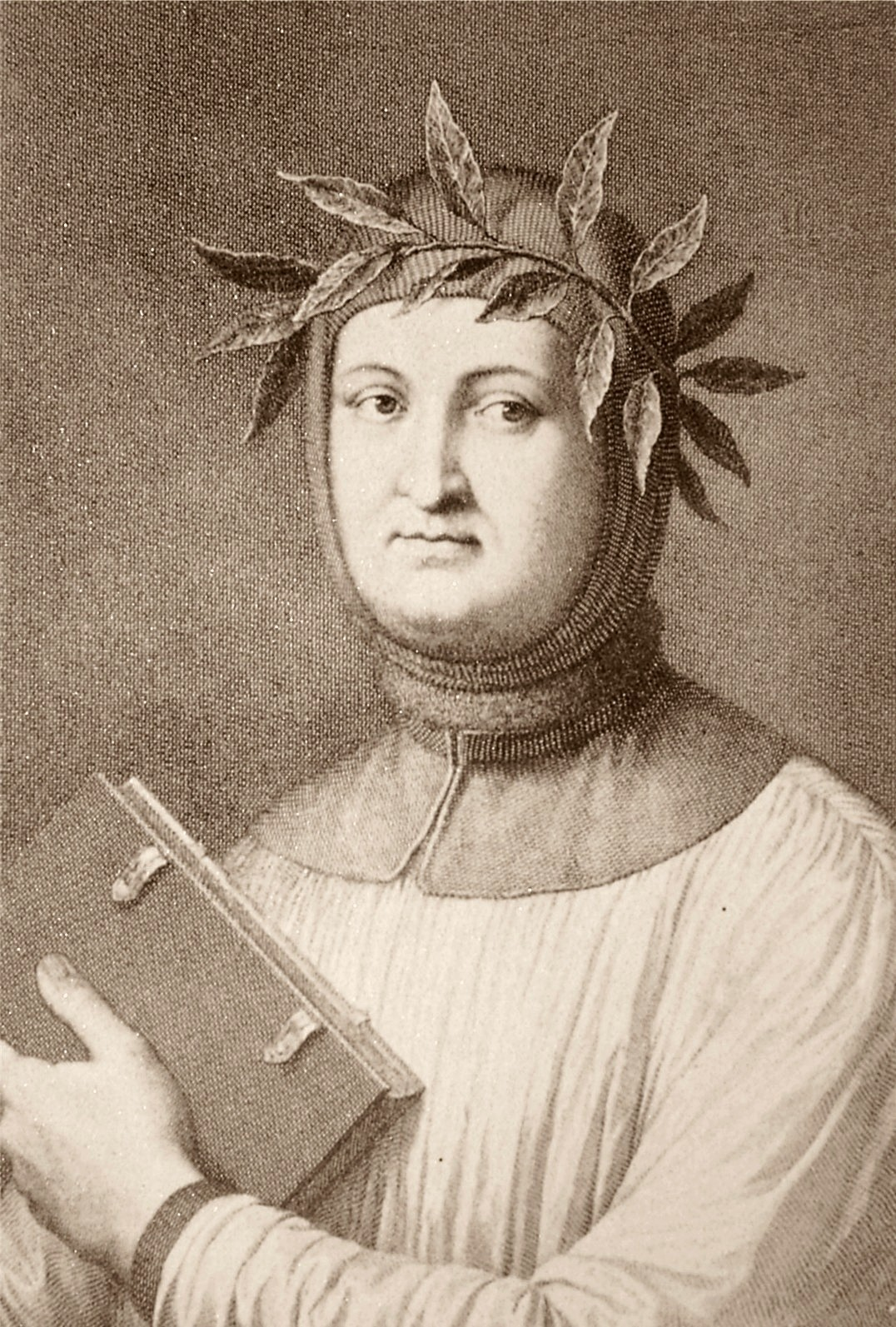
Francesco Petrarca, il poeta incoronato d'alloro

L'incoronazione poetica è una cerimonia simbolica che consacra alla fama dei posteri un poeta laureato. 

## Storia
La prima volta  l'incoronazione avvenne per mano del re Roberto d'Angiò, tenendosi, in circostanze del tutto eccezionali, nella città di Roma, in particolare in Campidoglio.
Ispirata a rituali del mondo romano, la prima incoronazione, fatta con una ghirlanda d'alloro, fu celebrata per Francesco Petrarca l'8 aprile 1341, il "poeta laureato" per eccellenza. A onor del vero una cerimonia simile si era già tenuta nel 1315 per il padovano Albertino Mussato, ma non si trattò di una esplicita rievocazione dell'antico come per Petrarca, che intendeva ricollegarsi idealmente alla cerimonia avvenuta dodici secoli prima - secondo quanto si credeva a quell'epoca - in onore di Stazio. Anche Dante Alighieri era stato proposto per tale onore dal professore bolognese Giovanni del Virgilio nel 1320, ma non fece in tempo a riceverlo in vita, sebbene nei secoli successivi fosse comunque raffigurato spesso con la corona d'alloro.
Nel 1595 doveva svolgersi quella di Torquato Tasso, ma egli morì prima della cerimonia. Il 13 maggio 1725 avvenne quella dell'improvvisatore Bernardino Perfetti e infine, il 31 agosto 1778, quella della Corilla Olimpica, alias Maria Maddalena Morelli.
Una cerimonia di incoronazione poetica è descritta da Madame De Staël nel suo romanzo Corinna o l'Italia.